# The Daily Wire
The Daily Wire је америчко конзервативно новинско и медијско предузеће које су 2015. године основали политички коментатор Бен Шапиро и филмски редитељ Џереми Борајнг. Водећи је издавач на фејсбуку, док такође производи подкасте као што је Шоу Бена Шапира. Седиште предузећа се налази у Нешвилу.